# Manuel Hernández Arteaga
Manuel Hernández Arteaga (¿? - Alicante, 15 de julio de 1939) fue un militar español, que en la guerra civil española luchó con la República. Al final de la contienda fue ejecutado por la dictadura franquista.

## Participación en la Guerra Civil

### El Desastre de Málaga
Al estallar la sublevación  en julio de 1936 estaba destinado en el Regimiento de Infantería «Tarifa» n.º 11 de Alicante con el rango de teniente coronel. Pasa luego a mandar el Regimiento de Infantería «Vizcaya» n.º 21 de Alcoy, y el 7 de noviembre, ya con el rango de coronel, es nombrado comandante militar de Málaga en sustitución de Simón Calcaño. Como máximo jefe militar de la provincia de Málaga debería de haberse encargado de la militarización de las milicias, pero según Salas Larrazábal, su débil carácter hizo que delegara su trabajo en los comités revolucionarios creados tras la sublevación. Antonio Guerra, comunista, secretario del comisariado, y miembro destacado del Comité de Guerra, será el auténtico jefe militar de Málaga. En este periodo tuvo como consejero al coronel soviético "Kremen".
Al producirse el ataque sobre la provincia de Málaga el 14 de enero de 1937, Martínez Monje, jefe del Ejército del Sur, se dirige a la zona, y al ver la gran desorganización, la falta de liderazgo y la baja moral que hay entre las milicias, decide sustituir inmediatamente a Hernández Arteaga. El 15 de enero pasa a mandar ya solamente el subsector de la costa de Málaga, siendo sustituido en los próximos días por Villalba. No obstante, hasta el 4 de febrero no aparece oficialmente su cese. Tras la pérdida de Málaga se abrieron expedientes por traición a los principales militares responsables de dicha derrota. Hernández Arteaga junto a Asensio Torrado, Martínez Monje y Villalba fueron procesados.

### Destino: Alicante
A pesar de ser él uno de los mayores responsables de la poca preparación militar de Málaga, fue pronto indultado, y nombrado jefe del regimiento Tarifa nº11  y posteriormente del regimiento Vizcaya nº12. Cuando se produjo la disolución de dicho regimiento, pasó a ser comandante militar de Alicante hasta el 3 de marzo de 1939 en que es sustituido por Etelvino Vega. Capturado al final de la guerra en Alicante, fue fusilado el 15 de julio de 1939.

## Familia
Su hermano, el teniente coronel José Hernández Arteaga, que luchó encuadrado en las filas del bando rebelde, falleció a bordo del Castillo de Olite.

## Masonería
Se inició en Masonería en 1919 en la Logia Añaza de Tenerife.
Alcanzó en masonería el Grado 4.º, llamado de Maestro Secreto. 
Finalizó su andadura masónica en la Logia Constante Alona de Alicante de la cual formó parte desde 1936 a 1939.